# Gossel
Gossel település Németországban, azon belül Türingiában. Lakosainak száma 460 fő (2017. december 31.).

## Népesség
A település népességének változása:

| 2017 | 460 |